# تفجيرات إدلب أبريل 2012
تفجيرات إدلب أبريل 2012 هي تفجيرات بسيارة مفخخة استهدفت الجيش السوري يوم 30 أبريل في إدلب. نجمَ عن التفجيرات مقتل عشرين شخصا غالبيتهم من أفراد قوات الأمن.